# Thamnochortus spicigerus
Thamnochortus spicigerus là một loài thực vật có hoa trong họ Restionaceae. Loài này được (Thunb.) Spreng. miêu tả khoa học đầu tiên năm 1824.

## Hình ảnh

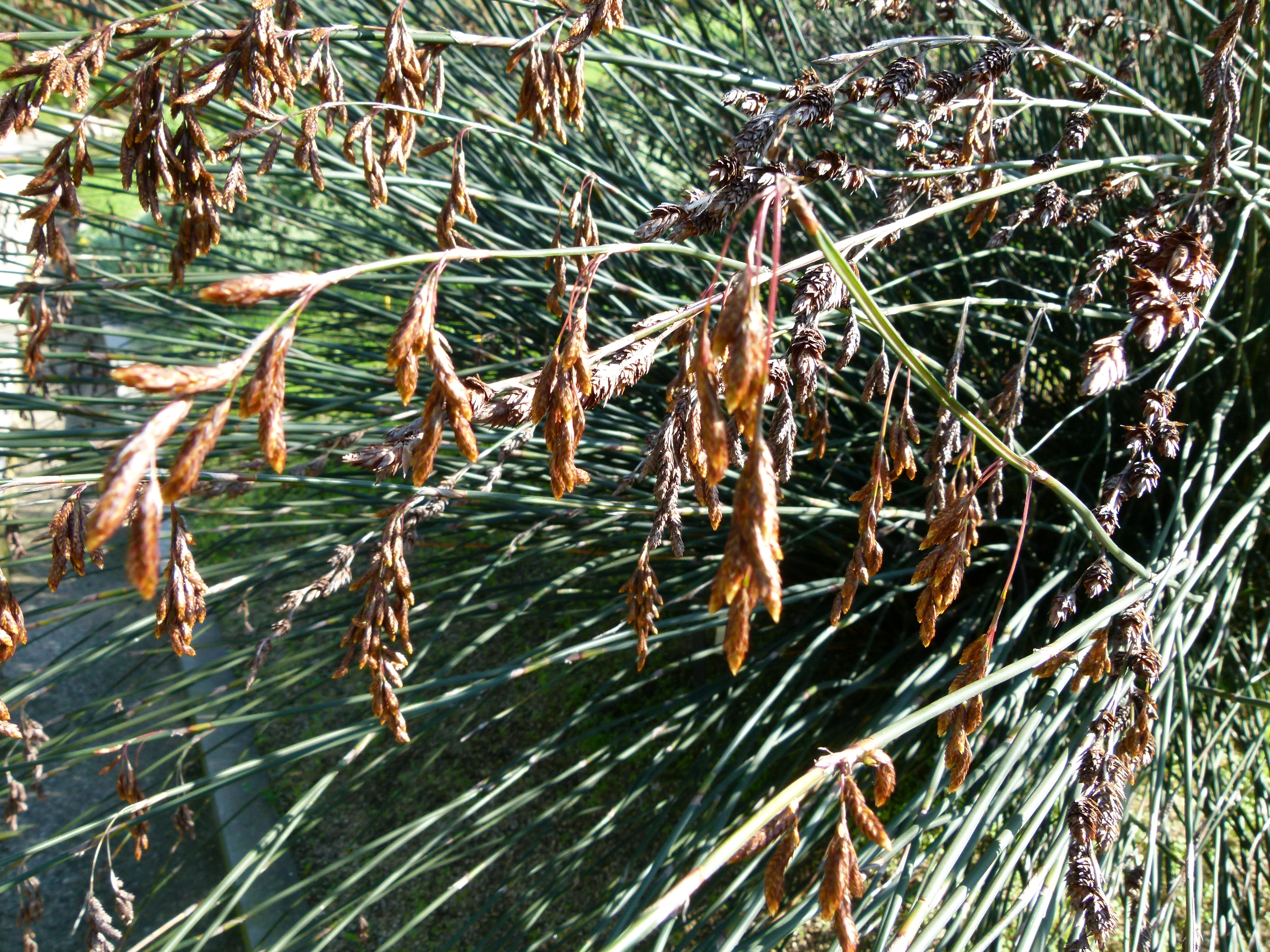